# Badidae

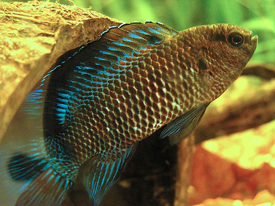
Badis badis

Los Badidae son una familia de peces de agua dulce incluida en el orden Perciformes.
Se distribuyen por la cuenca baja de los ríos Ganges, Brahmaputra y cuenca del río Mahanadi, en Nepal, India y Bangladés; las especies Dario también aparecen en la cuenca del río Irawadi en Birmania y China.
Tienen el preopérculo y los infraorbitales con márgenes lisos; huevos completamente rodeados por una vaina de fibras sin llegar a estar unido a estos.

## Sistemática
Hasta hace relativamente poco los géneros de esta familia se integraban dentro de la familia Nandidae. Se ha sugerido un nuevo nombre común para esta familia que no lleve a confusiones.
De acuerdo al sistema de Nelson, la familia Badidae ya se encuentra diferenciada de Nandidae, pero se encuentra incluida en el orden Perciformes, suborden Percoidei.
Estudios recientes promovieron la propuesta de incluir a la familia en el orden Anabantiformes . Las relaciones filogenéticas con los Anabantiformes se han dilucidado utilizando datos moleculares.A continuación se muestran las relaciones filogenéticas entre los badidae después de Collins et al. (2015):.

|  | Pristolepididae                                      |
|  |                                                      |
|  | \| \| Badidae \| \| \| \| \| \| Nandidae \| \| \| \| |
|  |                                                      |
|  | Badidae                                              |
|  |                                                      |
|  | Nandidae                                             |
|  |                                                      |

|  | Badidae  |
|  |          |
|  | Nandidae |
|  |          |

|  | Channidae |
|  |           |

|  | Anabantidae                                                      |
|  |                                                                  |
|  | \| \| Helostomatidae \| \| \| \| \| \| Osphronemidae \| \| \| \| |
|  |                                                                  |
|  | Helostomatidae                                                   |
|  |                                                                  |
|  | Osphronemidae                                                    |
|  |                                                                  |

|  | Helostomatidae |
|  |                |
|  | Osphronemidae  |
|  |                |

|  | Anabantidae                                                      |
|  |                                                                  |
|  | \| \| Helostomatidae \| \| \| \| \| \| Osphronemidae \| \| \| \| |
|  |                                                                  |
|  | Helostomatidae                                                   |
|  |                                                                  |
|  | Osphronemidae                                                    |
|  |                                                                  |

|  | Helostomatidae |
|  |                |
|  | Osphronemidae  |
|  |                |

|  | Channidae |
|  |           |

|  | Anabantidae                                                      |
|  |                                                                  |
|  | \| \| Helostomatidae \| \| \| \| \| \| Osphronemidae \| \| \| \| |
|  |                                                                  |
|  | Helostomatidae                                                   |
|  |                                                                  |
|  | Osphronemidae                                                    |
|  |                                                                  |

|  | Helostomatidae |
|  |                |
|  | Osphronemidae  |
|  |                |

|  | Anabantidae                                                      |
|  |                                                                  |
|  | \| \| Helostomatidae \| \| \| \| \| \| Osphronemidae \| \| \| \| |
|  |                                                                  |
|  | Helostomatidae                                                   |
|  |                                                                  |
|  | Osphronemidae                                                    |
|  |                                                                  |

|  | Helostomatidae |
|  |                |
|  | Osphronemidae  |
|  |                |

|  | Pristolepididae                                      |
|  |                                                      |
|  | \| \| Badidae \| \| \| \| \| \| Nandidae \| \| \| \| |
|  |                                                      |
|  | Badidae                                              |
|  |                                                      |
|  | Nandidae                                             |
|  |                                                      |

|  | Badidae  |
|  |          |
|  | Nandidae |
|  |          |

|  | Channidae |
|  |           |

|  | Anabantidae                                                      |
|  |                                                                  |
|  | \| \| Helostomatidae \| \| \| \| \| \| Osphronemidae \| \| \| \| |
|  |                                                                  |
|  | Helostomatidae                                                   |
|  |                                                                  |
|  | Osphronemidae                                                    |
|  |                                                                  |

|  | Helostomatidae |
|  |                |
|  | Osphronemidae  |
|  |                |

|  | Anabantidae                                                      |
|  |                                                                  |
|  | \| \| Helostomatidae \| \| \| \| \| \| Osphronemidae \| \| \| \| |
|  |                                                                  |
|  | Helostomatidae                                                   |
|  |                                                                  |
|  | Osphronemidae                                                    |
|  |                                                                  |

|  | Helostomatidae |
|  |                |
|  | Osphronemidae  |
|  |                |

|  | Channidae |
|  |           |

|  | Anabantidae                                                      |
|  |                                                                  |
|  | \| \| Helostomatidae \| \| \| \| \| \| Osphronemidae \| \| \| \| |
|  |                                                                  |
|  | Helostomatidae                                                   |
|  |                                                                  |
|  | Osphronemidae                                                    |
|  |                                                                  |

|  | Helostomatidae |
|  |                |
|  | Osphronemidae  |
|  |                |

|  | Anabantidae                                                      |
|  |                                                                  |
|  | \| \| Helostomatidae \| \| \| \| \| \| Osphronemidae \| \| \| \| |
|  |                                                                  |
|  | Helostomatidae                                                   |
|  |                                                                  |
|  | Osphronemidae                                                    |
|  |                                                                  |

|  | Helostomatidae |
|  |                |
|  | Osphronemidae  |
|  |                |

Existen unas 22 especies agrupadas en dos géneros:
- Género Badis (Bleeker, 1853)
- Género Dario (Kullander & Britz, 2002)